# Altwiller
Altwiller är en kommun i departementet Bas-Rhin i regionen Grand Est (tidigare regionen Alsace) i nordöstra Frankrike. Kommunen ligger i kantonen Sarre-Union som tillhör arrondissementet Saverne. År 2022 hade Altwiller 374 invånare.
På tyska heter orten Altweiler.

## Befolkningsutveckling
Antalet invånare i kommunen Altwiller
| Referens: INSEE |